# ده‌نو (دشتستان)
ده‌نو، روستایی است از توابع بخش مرکزی در شهرستان دشتستان استان بوشهر ایران.

## جمعیت
این روستا در دهستان زیارت قرار داشته و بر اساس سرشماری سال ۱۳۸۵ جمعیت آن ۱۷۶ نفر (۳۹ خانوار) بوده و در سال ۱۳۹۵ جمعیت آن ۱۷۱ نفر می‌باشد.